# ザブンバ

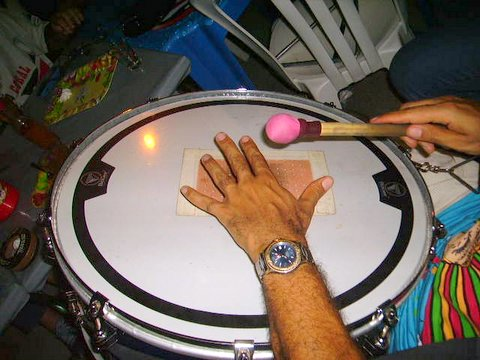
ザブンバ

ザブンバ (Zabumba) は、ブラジルのパーカッションの一つ。

## 形状・奏法
スネアドラム程度の大きさ。肩にかけて演奏する。利き手でマレットを使い、他方の手でスティックを使うことが多い。

## 主要メーカー
- CONTEMPORANEA
- GOPE